# Palácio Nacional (República Dominicana)
O Palácio Nacional (em espanhol: Palacio Nacional) é a sede do Poder Executivo do Governo da República Dominicana e residência oficial do Presidente. O Palácio está situado em Santo Domingo, Distrito Nacional. 